# (24921) 1997 EE32
(24921) 1997 EE32 es un asteroide perteneciente al cinturón de asteroides, región del sistema solar que se encuentra entre las órbitas de Marte y Júpiter.
Fue descubierto el 11 de marzo de 1997 por el equipo del proyecto Spacewatch desde el observatorio Nacional de Kitt Peak.

## Designación y nombre
Designado provisionalmente como 1997 EE32.

## Características orbitales
1997 EE32 está situado a una distancia media del Sol de 2,438 ua, pudiendo alejarse hasta 2,761 ua y acercarse hasta 2,114 ua. Su excentricidad es 0,133 y la inclinación orbital 2,243 grados. Emplea 1390,10 días en completar una órbita alrededor del Sol.
Pertenece a la familia de asteroides de (135) Hertha.

## Características físicas
La magnitud absoluta de 1997 EE32 es 15,53. 